# Fatih Tekke
Fatih Tekke (Sürmene, Turquía, 9 de septiembre de 1977) es un exfutbolista y entrenador turco. Jugaba de delantero y actualmente dirige al Istanbulspor.

## Biografía
Fatih Tekke empezó su carrera profesional en 1994 en el Trabzonspor. El año de su debut el equipo realiza una muy buena temporada quedando subcampeón de Liga y ganando la Copa de Turquía. Al año siguiente el club repite el segundo puesto en la clasificación. En la temporada 1996-97 el Trabzonspor consigue llegar de nuevo a la final de Copa, pero esta vez el título fue a parar al Kocaelispor Kulübü.
La siguiente temporada Fatih Tekke juega en calidad de cedido en el Altay Spor Kulübü. Empezó jugando bastantes partidos, pero se rompió la pierna durante un partido. Esa lesión le mantuvo alejado de los terrenos de juegos durante seis meses.
Luego milita un par de años más en el Trabzonspor, para luego fichar por el Gaziantepspor.
Regresa de nuevo al Trabzonspor en 2003, en donde pronto es nombrado capitán del equipo. Esa misma temporada Fatih Tekke vuelve a conquistar el título de Copa. En Liga el equipo consigue el subcampeonato, logro que repite en la siguiente temporada (2004-05). Esa temporada Tekke se convirtió en el máximo goleador de la Superliga de Turquía al anotar 31 goles.
El 31 de julio de 2006 firma un contrato con su actual club, el Zenit de San Petersburgo ruso, equipo que realizó un desembolso económico de 10 millones de euros para poder hacerse con sus servicios. Debuta en liga contra el FC Shinnik Yaroslavl y lo hizo marcando el tanto de la victoria (1-0). Con este equipo conquista el título de Liga a finales de 1997. Esa misma temporada participó en la Copa de la UEFA, legando a la final, en la que el Zenit ganó por dos goles a cero al Glasgow Rangers. Ese fue el mayor éxito en la historia del Zenit de San Petersburgo. Ese mismo año el equipo gana la Supercopa de Europa al imponerse al Manchester United F.C. por dos goles a uno.
En 2008 el club gana otro título, la Supercopa de Rusia.
En febrero de 2009 se confirma su traspaso al Rubin Kazan para el verano de ese mismo año.
En verano del 2010 es traspasado al Beşiktaş. Desde 2011 se une al Orduspor de su país, donde se retira al año siguiente.

## Selección nacional
Ha sido internacional con la Selección de fútbol de Turquía en 25 ocasiones. Su debut como internacional se produjo en 1998 en un partido contra Albania.

## Estadísticas Clubes
| Club                 | Temporada     | Liga | Liga  | Copa | Copa  | Copa de Liga | Copa de Liga | Europa | Europa | Total | Total |
| Club                 | Temporada     | PJ   | Goles | PJ   | Goles | PJ           | Goles        | PJ     | Goles  | PJ    | Goles |
| -------------------- | ------------- | ---- | ----- | ---- | ----- | ------------ | ------------ | ------ | ------ | ----- | ----- |
| Trabzonspor          | 1994–95       | 4    | 0     | 2    | 0     | -            | -            | -      | -      | 6     | 0     |
| Trabzonspor          | 1995–96       | 20   | 3     | 2    | 1     | -            | -            | -      | -      | 22    | 4     |
| Trabzonspor          | 1996–97       | 19   | 3     | 3    | 1     | -            | -            | -      | -      | 22    | 4     |
| Trabzonspor          | 1997–98       | 2    | 0     | -    | -     | -            | -            | -      | -      | 2     | 0     |
| Trabzonspor          | Total         | 45   | 6     | 7    | 2     | 0            | 0            | 0      | 0      | 52    | 8     |
| Altay                | 1997–98       | 24   | 8     | 2    | 1     | -            | -            | -      | -      | 26    | 9     |
| Altay                | Total         | 24   | 8     | 2    | 1     | 0            | 0            | 0      | 0      | 26    | 9     |
| Trabzonspor          | 1998–99       | 16   | 4     | -    | -     | -            | -            | -      | -      | 16    | 4     |
| Trabzonspor          | 1999–00       | 22   | 2     | 3    | 0     | -            | -            | -      | -      | 25    | 2     |
| Trabzonspor          | Total         | 38   | 6     | 3    | 0     | 0            | 0            | 0      | 0      | 41    | 6     |
| Gaziantepspor        | 2000–01       | 31   | 15    | 2    | 0     | -            | -            | -      | -      | 33    | 15    |
| Gaziantepspor        | 2001–02       | 24   | 12    | 3    | 2     | -            | -            | -      | -      | 27    | 14    |
| Gaziantepspor        | 2002–03       | 2    | 1     | -    | -     | -            | -            | -      | -      | 2     | 1     |
| Gaziantepspor        | Total         | 57   | 28    | 5    | 2     | 0            | 0            | 0      | 0      | 62    | 30    |
| Trabzonspor          | 2002–03       | 28   | 13    | 5    | 4     | -            | -            | -      | -      | 33    | 17    |
| Trabzonspor          | 2003–04       | 24   | 11    | 4    | 1     | -            | -            | -      | -      | 28    | 12    |
| Trabzonspor          | 2004–05       | 34   | 31    | 4    | 2     | -            | -            | -      | -      | 38    | 33    |
| Trabzonspor          | 2005–06       | 28   | 22    | 3    | 3     | -            | -            | -      | -      | 31    | 25    |
| Trabzonspor          | Total         | 114  | 77    | 16   | 10    | 0            | 0            | 0      | 0      | 130   | 87    |
| Zenit St. Petersburg | 2006          | 15   | 4     | 3    | 1     | -            | -            | -      | -      | 18    | 5     |
| Zenit St. Petersburg | 2007          | 16   | 4     | 2    | 0     | -            | -            | 4      | 1      | 22    | 5     |
| Zenit St. Petersburg | 2008          | 22   | 8     | 1    | 0     | -            | -            | 6      | 1      | 29    | 9     |
| Zenit St. Petersburg | 2009          | 20   | 8     | -    | -     | -            | -            | 2      | 2      | 15    | 11    |
| Zenit St. Petersburg | Total         | 73   | 24    | 6    | 1     | 0            | 0            | 12     | 4      | 84    | 30    |
| Rubin Kazan          | 2010          | 5    | 0     | -    | -     | -            | -            | -      | -      | 5     | 0     |
| Rubin Kazan          | Total         | 5    | 0     | 0    | 0     | 0            | 0            | 0      | 0      | 5     | 0     |
| Beşiktaş             | 2010-11       | 11   | 2     | 1    | 0     | 0            | 0            | 0      | 0      | 3     | 0     |
| Beşiktaş             | Total         | 2    | 0     | 1    | 0     | 0            | 0            | 0      | 0      | 3     | 0     |
| Total carrera        | Total carrera | 358  | 149   | 40   | 16    | 0            | 0            | 12     | 4      | 403   | 170   |

## Títulos

### Trofeos nacionales
- 2 Copas de Turquía (Trabzonspor, 1995 y 2004)
- 1 Liga de Rusia (Zenit de San Petersburgo, 2007)
- 2 Ligas de Rusia (Rubin Kazan, 2008 y 2009)
- 1 Supercopa de Rusia (Zenit de San Petersburgo, 2008)

### Trofeos internacionales
- 1 Copa de la UEFA (Zenit de San Petersburgo, 2008)
- 1 Supercopa de Europa (Zenit de San Petersburgo, 2008)

### Distinciones individuales
- Máximo goleador de la Superliga de Turquía (temporada 2004-05, 31 goles)